# Wauthier de Masny
Wauthier de Masny (vers 1310 – 14 ou 15 janvier 1372, à Londres), 1er baron Masny est un amiral de la flotte et un chevalier de renom.

## Nom et ses dérivés
Il est également dénommé Gautier de Mauni, Gautiers de Mauni Gauthier de Mauny, Wauthier de Mauny et en Angleterre Walter de Manny.

## Biographie
Né vers 1310, Wauthier de Masny naît à Masny dans le comté de Flandre. Il était le quatrième des cinq fils de Jean "le Borgne" de Masny et Jeanne de Jenlain du comté de Hainaut. Son père, qui était seigneur de Masny fut tué en 1324 à La Réole près de Bordeaux. En 1346, Wauthier récupère le corps de son père et le fait envoyer à Valenciennes pour l'enterrer dans l'église des Cordeliers. L'épitaphe de Jean le Borgne désigne son fils Wauthier comme celui "qui fut merveilles en armes aux gueres des Anglois".
Wauthier de Masny est entré au service de Guillaume Ier, comte de Hainaut, et de son frère Jean de Beaumont; on a supposé que Masny et ses quatre frères ont été élevés dans la maison de Beaumont. Guillaume et Jean étaient tous deux frères d'Alice de Hainaut, pour l'âme de laquelle Masny demandait des prières dans son testament.
En décembre 1327, Masny est arrivé en Angleterre en tant que page dans la maison de Philippa de Hainaut, fille du comte Guillaume, alors fiancée d'Edouard III d'Angleterre.
Il épousa Margaret de Brotherthon, comtesse de Norfolk, en 1354.
Il laisse une fille Anne, dame de Masny mariée en 1368 à Jean de Hastings, comte de Pembroke et gouverneur du Poitou, veuf en premières noces de Marguerite d'Angleterre († 1361), fille du roi Édouard III d'Angleterre.

### Bataille deThun-l'Évêque
Selon Jean Froissart Messire Gauthiers de Mauny prit Thun-l'Évêque et mis en garnison sire Gille Grignart et Jehan et Thiery de Mauni car le roi d'Angleterre lui avait donné le château et dépendances.

### Immigration en Angleterre
Il arrive en Angleterre en décembre 1327 en tant qu'écuyer de Philippa de Hainaut lors de son mariage officiel avec le roi Édouard III d'Angleterre. Philippa de Hainaut avait comme confident et chroniqueur Jean Froissart natif de Valenciennes tout comme elle.

### Guerres écossaises
En 1332, il accompagne Édouard Balliol pour conquérir des territoires en Écosse et se distingue à la bataille de Dupplin Moor. Plus tard, il fera prisonnier Jan Crabbe, pirate flamand, mercenaire de Robert Bruce et le revendra à Édouard III pour 1000 £.

### Amiral de la flotte du nord
En 1337 il est nommé amiral de la flotte du nord. Sa première grande victoire, il l'obtient dans l'estuaire de l'Escaut où il fait prisonnier le fils bâtard du comte de Flandre qu'il vend au roi pour la somme de 8 000 £ ; les autres prisonniers lui rapporteront 11 000 £.

### Guerre de Bretagne
En 1342, pendant la guerre de succession du duché de Bretagne, Charles de Blois assiège les murs de la ville. En l'absence de son mari Jean de Monfort, prisonnier des Français, Jeanne de Flandre organise victorieusement la résistance et vient se réfugier derrière les murs d'Hennebont.
Il la délivre assiégée dans sa forteresse de Hennebont, avec 50 archers, 50 hommes de pied et 12 chevaliers. Il se sert de ce château comme base de repli et prend Vannes avec l'aide de Robert III d'Artois. Il défend Aiguillon contre Jean de Normandie qui abandonnera le siège mais qui lors de son repli sur Paris se verra attaquer par les gens de Masny.

### Siège de Calais
Le 4 août 1347, les bourgeois de Calais sortent de la ville assiégée par Édouard III pour se présenter devant le roi d'Angleterre. Wauthier de Masny intervient auprès du roi pour leur épargner leur vie.

#### Extraits des chroniques deFroissart[9]
Le roi se trouvait à cette heure dans sa chambre, en grande compagnie de comtes, barons et chevaliers. Il apprit alors que ceux de Calais arrivaient dans la tenue qu'il avait expressément prescrite ; il sortit donc et parut sur la place, devant son logis, avec tous ses seigneurs derrière lui ; il y vint en outre une grande foule, pour voir les gens de Calais et comment les choses allaient tourner pour eux. Et la reine d'Angleterre en personne suivit le roi son seigneur. Or voici venir monseigneur Gautier de Mauni et avec lui les bourgeois qui le suivaient; il descendit de cheval sur la place, s'en vint vers le roi et lui dit : « Monseigneur, voici la délégation de la ville de Calais, selon votre volonté. » Le roi ne dit pas un mot mais jeta sur eux un regard plein de fureur, car il haïssait terriblement les habitants de Calais pour les grands dommages et les contrariétés que, par le passé, ils lui avaient causé sur mer.
Nos six bourgeois se mirent sur-le-champ à genoux devant le roi et parlèrent ainsi en joignant les mains : « Noble sire et noble roi, nous voici tous les six, d'ancienne bourgeoisie de Calais et importants négociants. Nous vous apportons les clés de la ville et du château de Calais et vous les rendons pour en user à votre volonté ; nous-mêmes nous nous remettons, en l'état que vous voyez, à votre entière discrétion, pour sauver le reste de la population de Calais ; veuillez donc avoir de nous pitié et merci dans votre haute magnanimité. »
Certes il n'y eut alors sur la place seigneur, chevalier ni homme de cœur qui se pût retenir de pleurer de franche pitié, ou qui pût parler d'un long moment. Le roi fixa sur eux un regard très irrité, car il avait le cœur si dur et en proie à un si grand courroux qu'il ne pouvait parler ; et quand il parla, ce fut pour ordonner qu'on leur coupât la tête sur-le-champ. Tous les barons et chevaliers présents priaient le roi en pleurant, et aussi instamment qu'ils le pouvaient, de vouloir bien avoir d'eux pitié et merci ; mais il ne voulut rien entendre.
Alors par la messire Gautier de Mauni, disant : « Ah! noble sire, veuillez refréner votre ressentiment. Vous avez renom et réputation de souveraine noblesse et magnanimité. Gardez-vous donc à présent de faire chose par laquelle ce renom serait tant soit peu diminué ; qu'on ne puisse rien dire de vous qui ne soit à votre honneur. Si vous n'avez pas pitié de ces gens, tout le monde dira que ce fut grande cruauté de faire périr ces honorables bourgeois qui, de leur propre volonté, se sont remis à votre merci pour sauver les autres. » Sur ce, le roi se mit en colère et dit : « Messire Gautier, n'insistez pas ; il n'en sera point autrement : qu'on fasse venir le coupe-tête. Les gens de Calais ont fait mourir tant de mes hommes qu'il est équitable que ceux-ci meurent aussi. »
Alors la noble reine d'Angleterre intervint avec beaucoup d'humilité ; et elle pleurait avec une si chaude pitié qu'on ne pouvait rester insensible. Elle se jeta à genoux devant le roi son seigneur et dit : « Ah! noble sire, depuis que j'ai fait la traversée en grand péril, vous le savez, je ne vous ai adressé aucune prière ni demandé aucune faveur. Mais à présent je vous prie humblement et vous demande comme une faveur personnelle, pour l'amour du Fils de Sainte Marie et pour l'amour de moi, de bien vouloir prendre ces hommes en pitié. » Le roi attendit un instant avant de parler et regarda la bonne dame, sa femme, qui, toujours à genoux, pleurait à chaudes larmes. Son cœur en fut touché, car il eût été peiné de la chagriner. Il dit donc : « Ah! Madame, j'eusse mieux aimé que vous fussiez ailleurs qu'ici. Vous me priez si instamment que je n'ose vous opposer un refus, et, quoique cela me soit très dur, tenez, je vous les donne : faites-en ce qu'il vous plair ». La bonne dame dit : « Monseigneur, très grand merci. »

### Ordre de la Jarretière
En 1359, il est fait chevalier dans l'Ordre de la Jarretière. Il est le 32e chevalier investi dans l'Ordre.

### Fondation de l'Hôpital Charterhouse à Londres

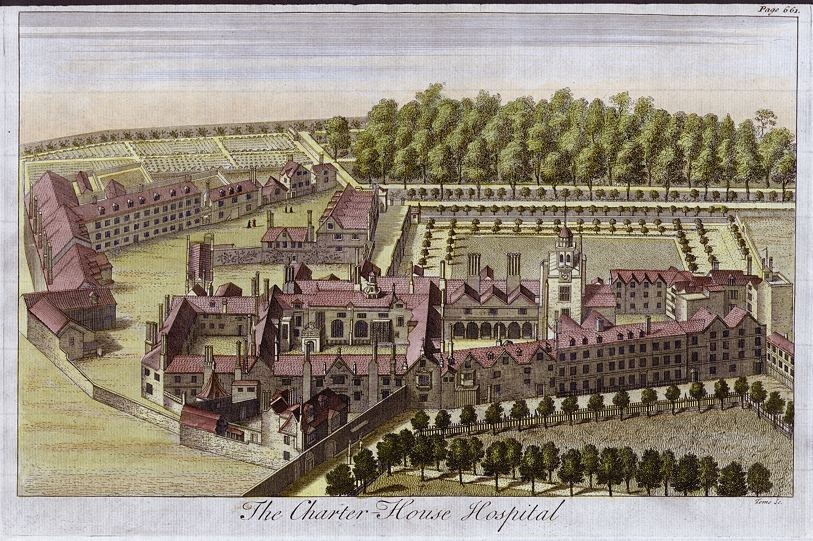
Hôpital de Chartehouse

En 1351, il fonde une chartreuse à Smithfield au nord de Londres.

## Sources
- Chroniques de Froissart

- (en) Cet article est partiellement ou en totalité issu de l’article de Wikipédia en anglais intitulé « Walter de Manny, 1st Baron Manny » (voir la liste des auteurs).